# 不花帖木儿 (武平王)
不花帖木儿（?—?），元朝大臣，钦察人，是土土哈的儿子，床兀儿的弟弟，燕帖木儿的叔父。
不花帖木儿担任東路蒙古元帥。1328年，元泰定帝死后，他的儿子元天顺帝在上都即位。元泰定帝的堂弟、元武宗的儿子元文宗在大都即位。東路蒙古元帥不花帖木兒和齊王月魯帖木兒听说文宗即位而響應，起兵圍上都，上都屢敗。十月，倒剌沙等奉皇帝寶出降。十月庚戌，元文宗亲临興聖殿，東路蒙古元帥不花帖木兒和齊王月魯帖木兒、諸王別思帖木兒、阿兒哈失里、那海罕等奉上皇帝寶。十月癸丑，命不花帖木兒取代燕鐵木兒担任知樞密院事。十月乙卯，将倒剌沙的宅第賜给不花帖木兒。十一月十七，賜西安王阿剌忒納失里、齊王月魯帖木兒、知樞密院事不花帖木兒金各五百兩、銀各二千五百兩、鈔各萬錠。十二月二十，加伯顏為太保，知樞密院事不花帖木兒為太尉，香山為司徒。至順元年（1330年）三月，元文宗封知樞密院事不花帖木兒為武平郡王。